# Koka Alexandrowna Antonowa
Koka Alexandrowna Antonowa (russisch Кока Александровна Антонова; * 10. Märzjul. / 23. März 1910greg. in St. Petersburg; † 2007 in Moskau) war eine sowjetisch-russische Indologin.

## Leben
Antonowa stammte aus einer Familie von Berufsrevolutionären. Nach dem Schulbesuch in Brighton studierte sie an der Universität Moskau (MGU) mit Abschluss 1931. Darauf arbeitete sie im Internationalen Agrar-Institut und im Institut für Weltwirtschaft und Weltpolitik der Akademie der Wissenschaften der UdSSR (AN-SSSR, seit 1991 Russische Akademie der Wissenschaften (RAN)), wo sie sie die britische Politik in Irland, Kanada und Australien studierte.
1936 begann Antonowa die Aspirantur an der Historischen Fakultät der MGU bei dem Orientalisten Igor Michailowitsch Reissner (Sohn des Juristen und Historikers Michail Andrejewitsch Reissner) und beschäftigte sich mit der Geschichte Indiens.
Nach der Verhaftung ihrer Mutter als Vaterlandsverräterin (Artikel 58 des Strafgesetzbuches der RSFSR) 1937 in der Zeit des Großen Terrors wurde Antonowa nach Sibirien verbannt. 1939 erlangte sie die Genehmigung der Rückkehr nach Moskau, um ihre Studien fortzusetzen. 1940 verteidigte sie mit Erfolg ihre Dissertation über Indien in der Zeit des Generalgouverneurs Warren Hastings für die Promotion zur Kandidatin der historischen Wissenschaften.
Während des Deutsch-Sowjetischen Kriegs befand sie sich in der Evakuierung in Taschkent. Dort begann sie im evakuierten Institut für Orientstudien der AN-SSSR die Doktorantur und das Studium der Persischen Sprache. Nach der Rückkehr nach Moskau arbeitete sie in der Fundamentalbibliothek der Gesellschaftswissenschaften. 1948 verteidigte sie mit Erfolg ihre Doktor-Dissertation über die Religionspolitik Akbars und die Geschichte der indo-islamischen Abspaltung für die Promotion zur Doktorin der historischen Wissenschaften.
1950 wurde Antonowa Wissenschaftliche Mitarbeiterin des Moskauer Instituts für Orientstudien der AN-SSSR bzw. RAN und arbeitete dort bis zu ihrem Tode.
Antonowa war mit dem Historiker Wladimir Michailowitsch Turok-Popow verheiratet.
Zu ihrem 100. Geburtstag erschien ein Buch zu Antonowas Leben und Werk.